# Badblocks

badblocks是Unix-like操作系统下用来检查类似于磁盘分区这样的设备上是否存在壞軌的命令行程序，其功能类似于Microsoft Windows或DOS操作系统中的SCANDISK或CHKDSK。运行后badblocks会给出一份设备上存在问题的区块（block）列表。
badblocks是ext2/3/4文件系统工具集e2fsprogs的一部分。
badblocks在大多数情况下需要配合e2fsck或mke2fs使用，此时需要专门指定合适的"-b"参数，也就是badblock所读取的区块大小（block-size）。因此，用户应该通过执行e2fsck或mke2fs时加上"-c"参数来调用badblocks，而不是直接使用badblocks。

## e2fsck的 "-c" 參數
多數情況下badblocks會透過e2fsck的"-c"參數調用，防止資料被寫入壞軌中。透過掃描時所產生的壞軌清單在分配空間時避免使用到壞軌部份。這項測試可以透過唯讀（"-c"）或非破壞性寫入（"-cc"）進行。

### dumpe2fs
執行dumpe2fs -b可以列出由e2fsck或>tune2fs所紀錄的壞軌清單。

## 範例
```
badblocks -nvs /dev/sdb
```

這個指令將會對 "sdb"進行非破壞性寫入測試以及顯示檢查進度。
```
badblocks -wvs /dev/sdb6
```

這個指令將會對"sdb"的第6硬碟分割區進行破壞性寫入測試（-w = 寫入模式），對分割區寫入4種不同的方式，並寫驗證其正確性。過程中將會顯示檢查進度（-s = 顯示，-v = 詳細資料）. 指令所執行之分區資料將會被覆蓋。
```
badblocks -wvsb 4096 /dev/sdb
```

這指令行為與上則相同，不過對象為整個硬碟以及指定區塊大小為4096。將會破壞MBR分割區及資料。新一點的硬碟並不會顯示損壞的磁區，其原因為在備用磁區尚存時將自動重新定位至備用磁區，但是執行在新硬碟上會測試硬碟表面，解析S.M.A.R.T.資訊後將會顯示最終所配置的磁區數量。
使用-w參數時，將會把原先硬碟的所有資料抹除掉。

## 引用
1. ↑  badblocks(8) - Linux man page （页面存档备份，存于）, 2010年5月7日查阅
2. ↑  e2fsck(8) – Linux系统管理员工具（Administration and Privileged Commands）手册页
3. ↑  .   [2012-06-30]. （原始内容存档于2012-07-19）.